# Turks- och Caicosöarnas herrlandslag i fotboll
Turks- och Caicosöarnas herrlandslag i fotboll spelade sin första landskamp den 24 februari 1999, då man mötte Bahamas hemma i en match som gällde kval till CONCACAF Gold Cup 2000, och förlorade med 0-3.

## Historik
Turks- och Caicosöarnas fotbollsförbund bildades 1996 och är medlem av Fifa och Concacaf.

### VM
- 1930 till 1998 - Deltog ej
- 2002 - Kvalade inte in
- 2006 - Kvalade inte in

I kvalet till VM i Tyskland 2006 åkte man ut i första omgången efter två förluster mot Haiti (0-7 sammanlagt).

### CONCACAF mästerskap
- 1991 - Deltog ej
- 1993 - Deltog ej
- 1996 - Deltog ej
- 1998 - Deltog ej
- 2000 - Kvalade inte in
- 2002 - Deltog ej
- 2003 - Deltog ej
- 2005 - Drog sig ur
- 2007 - Kvalade inte in

### Karibiska mästerskapet
- 1989 - Deltog ej
- 1990 - Deltog ej
- 1991 - Deltog ej
- 1992 - Deltog ej
- 1993 - Deltog ej
- 1994 - Deltog ej
- 1995 - Deltog ej
- 1996 - Deltog ej
- 1997 - Deltog ej
- 1998 - Drog sig ur
- 1999 - Kvalade inte in
- 2001 - Deltog ej
- 2005 - Drog sig ur
- 2007 - Kvalade inte in